# Charles Francis Adams, Jr.

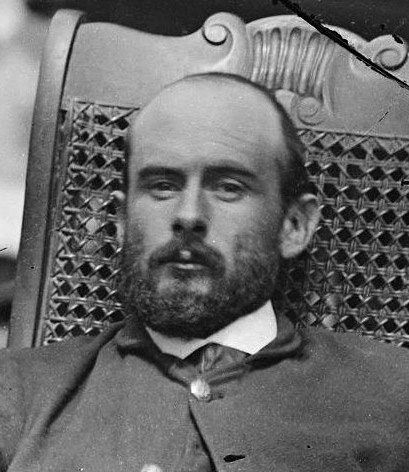
Charles Francis Adams, Jr., 1864, als General im Bürgerkrieg
Ausschnitt aus diesem Foto

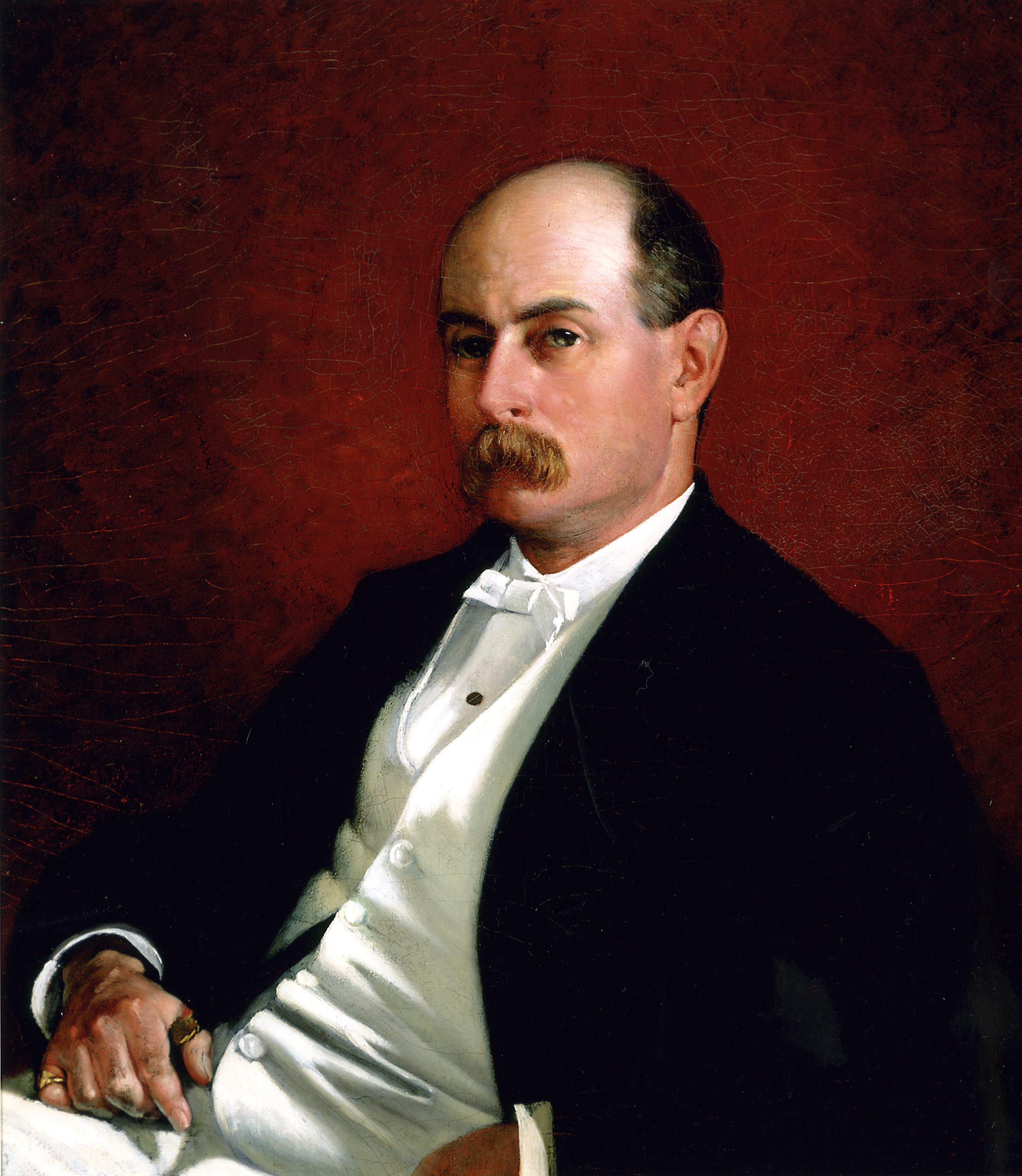
Porträt von Frank Millet, 1876

Charles Francis Adams junior (* 27. Mai 1835; † 20. Mai 1915) war ein amerikanischer Brigadegeneral, Unternehmer und Historiker.

## Herkunft
Adams entstammte der Familie Adams, einer prominenten Bostoner Politikerfamilie. Sowohl sein Urgroßvater John Adams als auch sein Großvater John Quincy Adams waren Präsidenten der Vereinigten Staaten. Sein Vater Charles Francis Adams, Sr. war während des Amerikanischen Bürgerkriegs Botschafter in Großbritannien und hatte maßgeblichen Anteil an der britischen Neutralität während dieses Krieges.

## Karriere
Charles Francis absolvierte 1856 die renommierte Harvard University. Danach nahm er auf Seiten der Union am Bürgerkrieg teil und brachte es dabei bis zum Rang eines Brevet-Brigadegenerals.
Nach dem Krieg wurde er Mitglied der Eisenbahn-Kommission von Massachusetts und tat sich dort als Unterstützer der Unternehmer hervor. 1871 wurde er in die American Academy of Arts and Sciences gewählt. Zwischen 1884 und 1890 war er Präsident der Union Pacific Railroad.

## Familie
Adams heiratete am 8. November 1865 Mary Elizabeth Ogden. Die beiden hatten die drei Töchter Mary Ogden („Molly“) Adams, Louisa Catherine Adams und Elizabeth Ogden („Elise“) Adams und die beiden Zwillingssöhne John Adams (1875–1964) und Henry Adams (1875–1951).
Sein Neffe (nicht, wie oft behauptet, sein Sohn) Charles Francis Adams III war Marineminister unter Präsident Herbert C. Hoover und bekannt für seine Leidenschaft für den Segelsport.
Das Gelände des Wohnhauses der Familie Adams in Quincy bei Boston, auf dem fünf Generationen der politisch einflussreichen Familie lebten, ist als Adams National Historical Park ausgewiesen.